# Marian Dziewicki
Marian Dziewicki (ur. 4 grudnia 1872 w Tulczynie, zm. 3 lipca 1935 w Wilnie) – polski prawnik, sekretarz Koła Kresowego w pierwszej Dumie, prezydent Wilna w okresie Litwy Środkowej, działacz samorządowy.

## Sylwetka
Marian Dziewicki urodził się 4 grudnia 1872 w Tulczynie na Podolu jako syn Adama i Marii z Rzepeckich. Ukończył gimnazjum w Niemirowie. Po czteroletnich studiach w 1900 uzyskał dyplom Wydziału Prawnego Petersburskiego Uniwersytetu Państwowego. Aplikował w Moskwie u mecenasa Aleksandra Lednickiego. Był osobistym sekretarzem Lednickiego w okresie, gdy ten zasiadał jako poseł w pierwszej Dumie (w 1906), w tym samym okresie pełnił też funkcję sekretarza Koła Kresowego.
Po rozwiązaniu pierwszej dumy osiadł w Wilnie, gdzie 19 maja 1908 obrany został sekretarzem Rady Miejskiej. Funkcję tę sprawował, wybrany ponownie w 1910, aż do rozwiązania Rady Miejskiej przez okupacyjne władze niemieckie w 1915. Ożeniony 28 listopada 1909 z Heleną z Jazdowskich, miał z nią troje dzieci — Irenę, Marię oraz Jerzego.
W okresie pierwszej wojny światowej pracował jako nauczyciel łaciny w wileńskich gimnazjach Zygmunta Augusta, Joachima Lelewela i Elizy Orzeszkowej. Był następnie głównym referentem i naczelnikiem kancelarii Okręgu Wileńskiego w Zarządzie Cywilnym Ziem Wschodnich. Wybrany do Rady Miejskiej Wilna w 1919, pełnił funkcję przewodniczącego Komisji Finansowej RM i wojewódzkiej Komisji Oszczędnościowej, był także członkiem Miejskiej Komisji Prawnej. Po zajęciu Wilna przez Litwinów Komitet Polski delegował go na stanowisko ławnika w magistracie wileńskim. W początkowym okresie istnienia Litwy Środkowej desygnowany przez generała Lucjana Żeligowskiego pełnił czasowo funkcję Prezydenta Miasta. W 1924 ponownie obrany sekretarzem Rady Miejskiej. Począwszy od 1925 roku był także członkiem Komitetu Budowy Pomnika Adama Mickiewicza w Wilnie. 30 kwietnia 1935 na własną prośbę z powodu ciężkiego stanu zdrowia przeniesiony został decyzją Prezydenta Miasta w stan spoczynku.
Zmarł 3 lipca 1935 i pochowany został na wileńskim cmentarzu Bernardyńskim.